# Curling
Ne doit pas être confondu avec Hurling.
Cet article concerne le sport sur glace. Pour les autres significations, voir Curling (homonymie).
Le curling est un sport de précision pratiqué sur la glace avec des pierres en granite, taillées et polies selon un gabarit international. Le but est de placer les pierres le plus près possible d'une cible circulaire dessinée sur la glace, appelée la maison.
Il est généralement admis que ce jeu a été inventé au XVIe siècle en Écosse, en dépit de l'existence de deux tableaux de Pieter Brueghel l'Ancien qui représentent des paysans flamands en train de jouer au curling. Le jeu du curling en extérieur était très populaire en Écosse entre les XVIe et XIXe siècles, lorsque le climat hivernal était suffisamment froid pour assurer de bonnes conditions de glace. Le siège de la Fédération mondiale de curling se trouve en Écosse, dans la ville de Perth.
Le curling est un sport officiel olympique en 1924 puis de nouveau à partir de 1992,.

## Historique

### Origines
Le curling pourrait être originaire des Flandres (sous le nom kluyten). C'est en Écosse qu'il se transforme en sport et qu'il prend son nom, une variante de l'anglais écossais tae curl (« faire tourner »), le terme faisant référence au mouvement de la pierre pendant qu'elle glisse sur la glace. Les Flandres et l'Écosse sont deux régions aux traditions proches et à forts liens culturels et économiques, d'où cet essor dans les deux endroits en même temps.
{{{annotations}}}
Le jeu existe en Écosse dès le seizième siècle : deux pierres de curling inscrites des dates 1511 et 1551 sont retrouvées dans une mare de Dunblane. La première de ces pierres est conservée au musée de Stirling, aux côtés du premier ballon de football encore conservé. La première référence écrite à un concours de lancer de pierres sur une surface glacée date de février 1541 et vient du registre de l'abbaye de Paisley, dans le Renfrewshire.
Dans les Flandres, les huiles sur bois Chasseurs dans la neige et Le Trébuchet peintes par Pieter Brueghel l'Ancien en 1565 montrent un jeu qui évoque le curling, l'une sur un étang gelé, l'autre sur la rivière gelée, mais sans balais.
Le mot curling apparaît à l'écrit en 1620 à Perth, dans la préface et le contenu d'un poème de Henry Adamson (en),.
Le club de curling de Kilsyth est fondé en 1716 : le club affirme être le premier en existence,. D'autres sources estiment qu'il s'agit en réalité du club d'Édimbourg en 1795. Au sein du club de curling de Duddingston, le révérend James Ramsay écrit An Account of the Game of Curling en 1811. Il y formule des hypothèses sur l'origine du jeu et en explique les règles sans toutefois les rendre prescriptives.

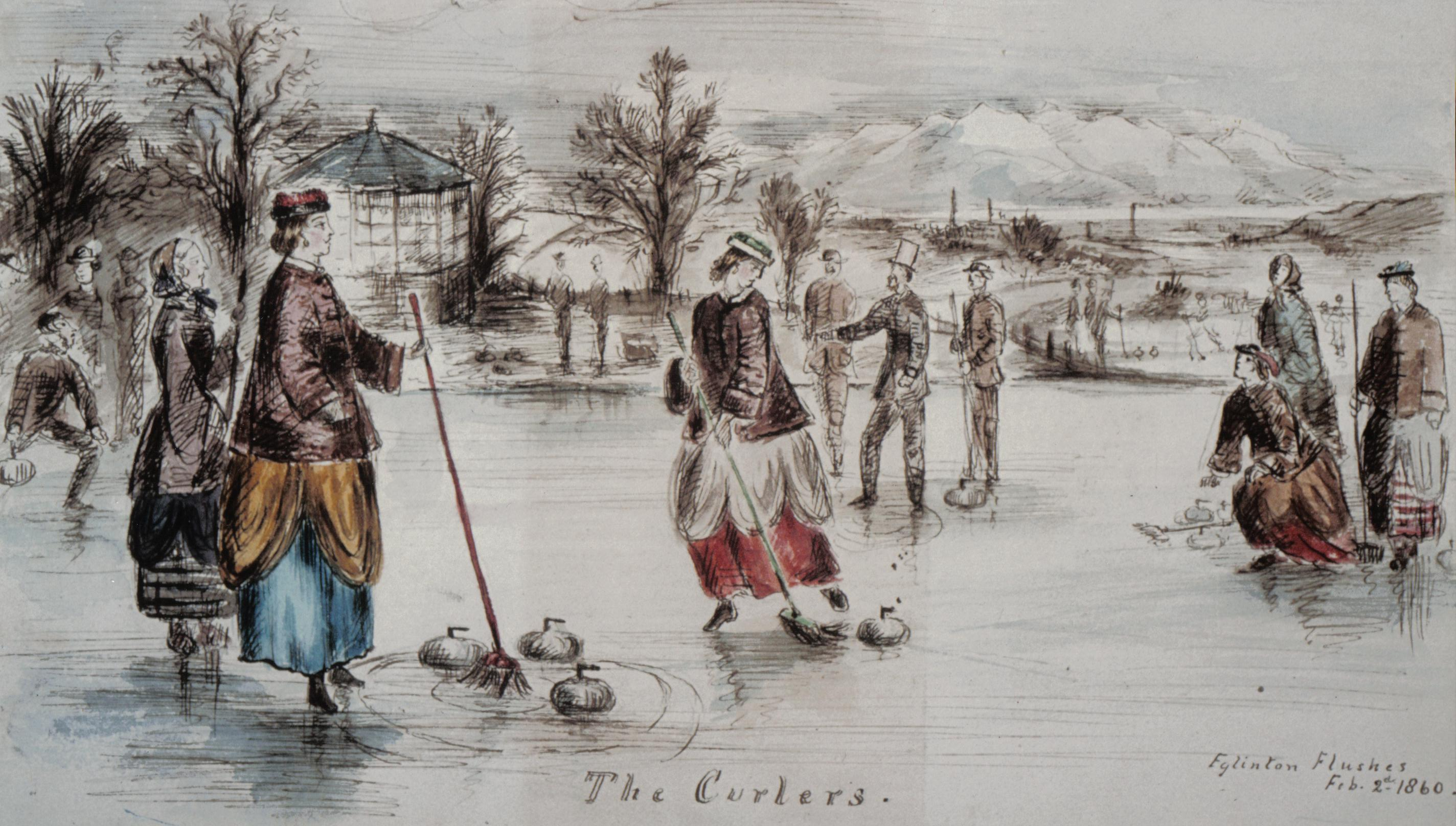
A curling match at Eglinton Castle, Ayrshire, Scotland in 1860. The curling house is located to the left of the picture.

En 1834, les Écossais édictent des premières règles homogènes qui sont reprises puis affinées par le Grand Club Caledonian, créé en 1838 puis devenu le Royal Caledonian Curling Club (en), et qui fait office de première organisation internationale de la discipline : ce sont ce club et cette date qui sont reconnus par le Comité international olympique comme la naissance du curling moderne.
Au tout début de l'histoire du curling, les pierres utilisées sont des pierres au dessous plat trouvées dans des rivières ou des champs. Elles n'ont pas de manche et leur taille, leur forme et leur texture varient, ; certaines pierres ont des trous pour les doigts, similaires à ceux d'une boule de bowling. Le sport est essentiellement pratiqué sur des rivières gelées, jusqu'à ce que des villages écossais commencent à creuser des mares exprès pour l'occasion,.

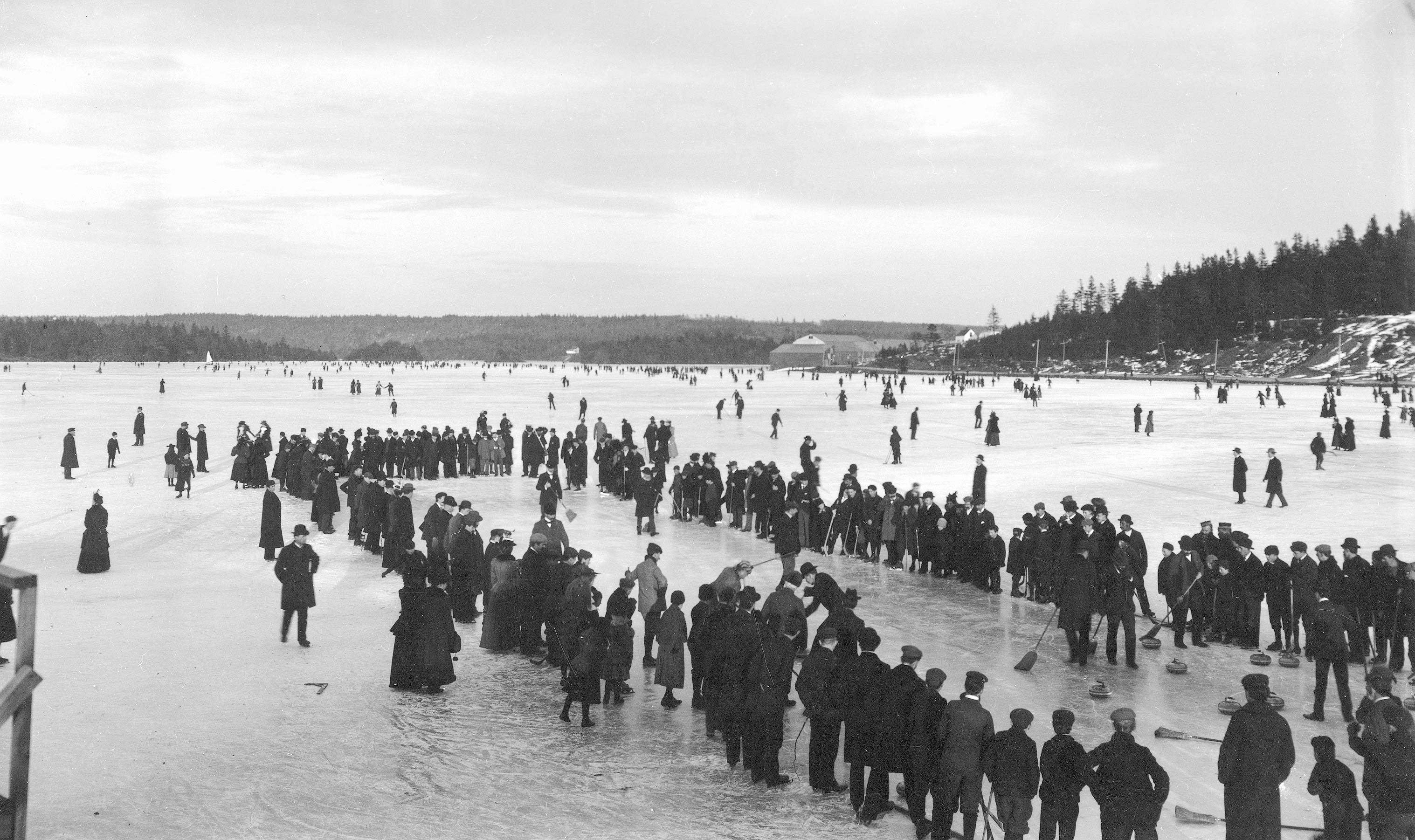
Group of people curling on a lake in Dartmouth, Nova Scotia, Canada, c. 1897

Le curling arrive en Amérique du Nord vers 1750 via les soldats britanniques. Il reste longtemps un jeu à boire, c'est-à-dire accompagné de grande consommation de whisky. Le Royal Montréal Curling Club est fondé en 1807 par des immigrés écossais. Le premier club aux États-Unis est fondé en 1832. Le premier match international oppose Canadiens et Américains en 1865 à Buffalo. Le jeu est pratiqué en Suisse et dans les pays scandinaves dès la seconde moitié du XIXe siècle.

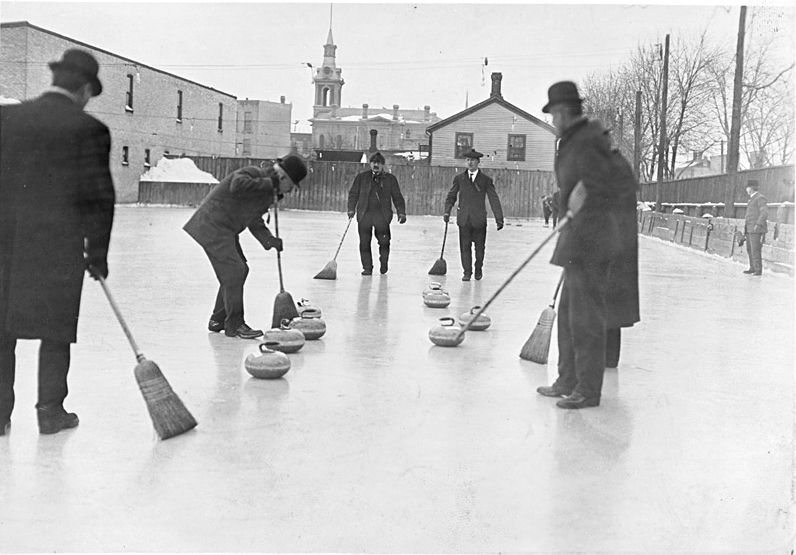
Men curling in Toronto, Ontario, Canada, in 1909

En France, le curling est pratiqué dans de nombreux clubs. Il est parfois qualifié de « pétanque sur glace ». Il s'agit d'un usage impropre car ce terme est la traduction française du Eisstock pratiqué en Allemagne, en Autriche, en Suisse et au Luxembourg.
- Images de curling fin XIXe - début XXe siècle

Images de curling fin
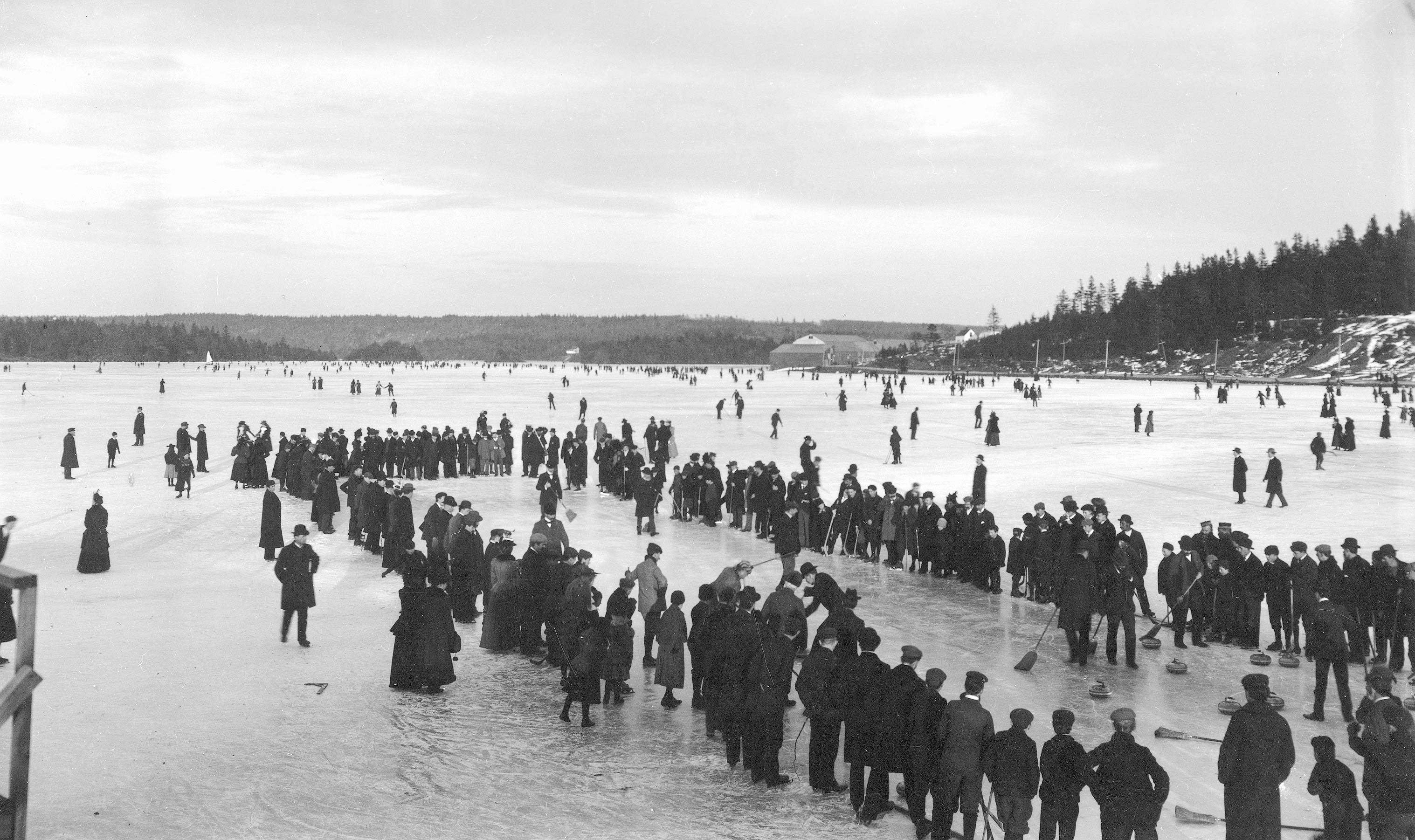
Groupe de joueurs sur un lac à Dartmouth, en Nouvelle-Écosse (Canada), vers 1897.
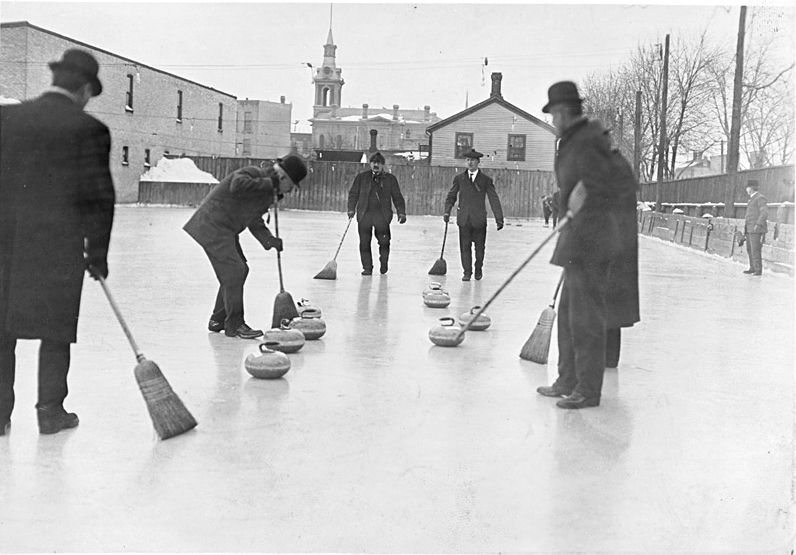
Hommes jouant au curling en Ontario en 1909.
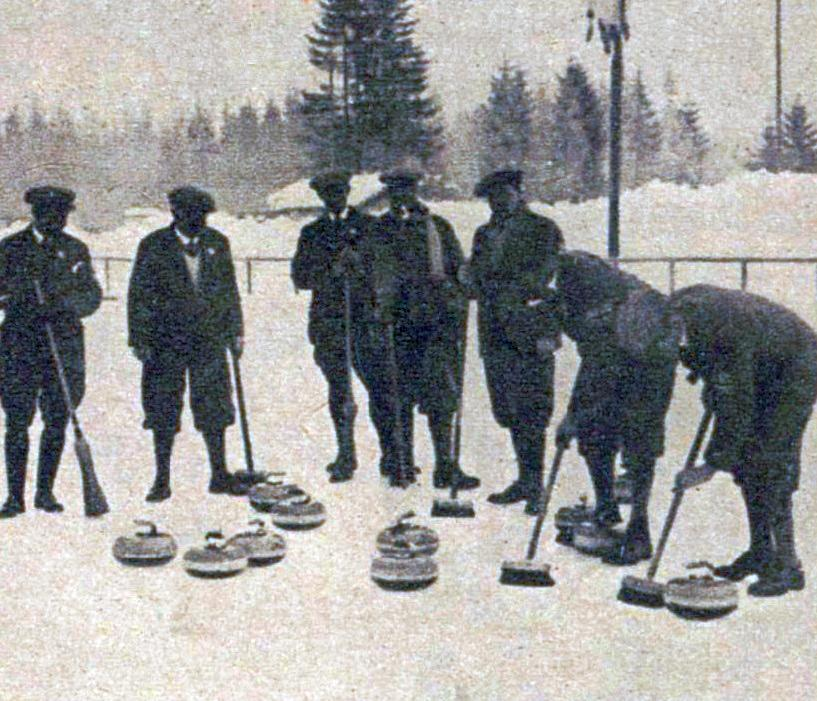
L'équipe de Grande-Bretagne championne olympique le 30 janvier 1924, en action à Chamonix.
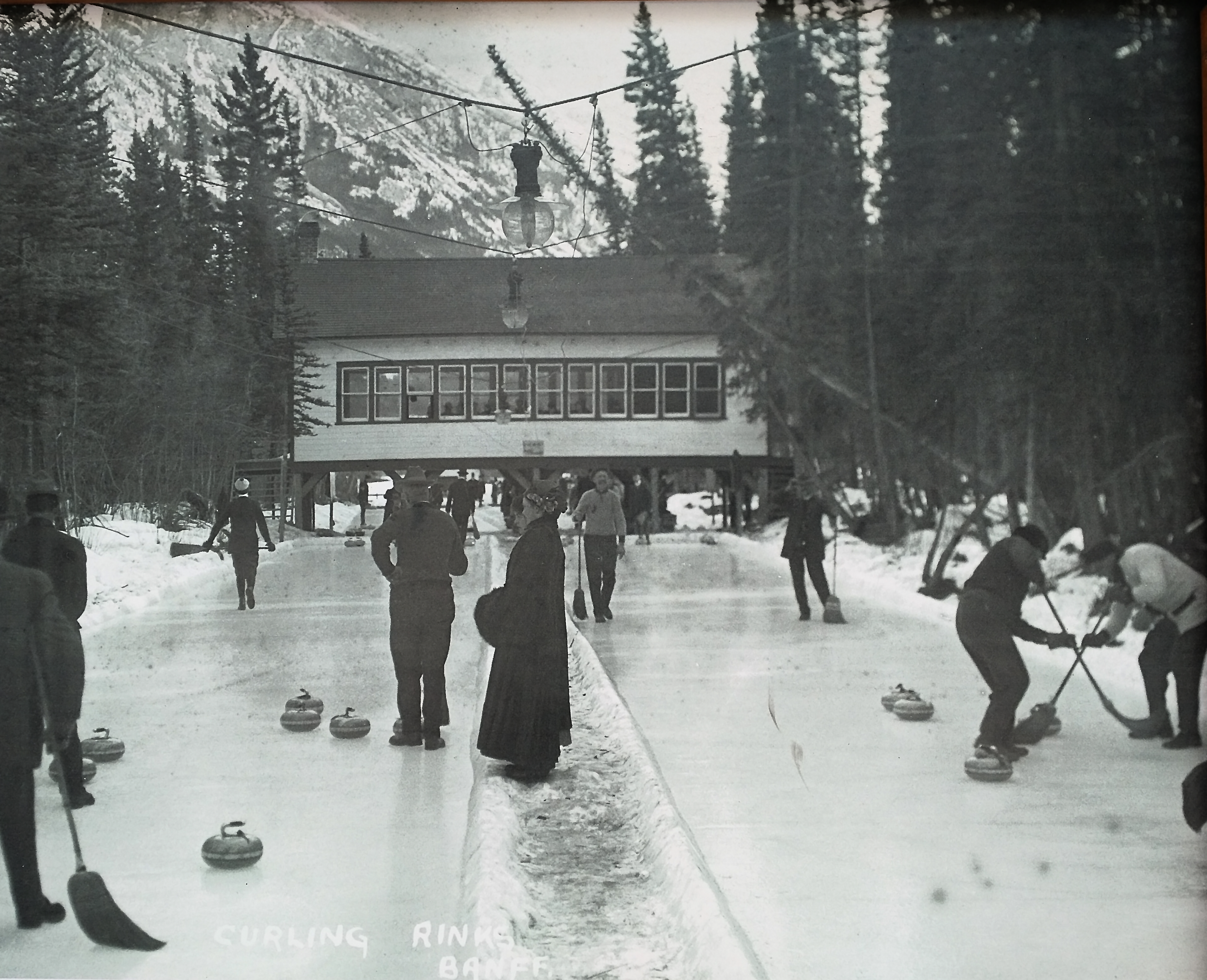
Curling extérieur au carnaval d'hiver de Banff, 1917. On aperçoit le mont Rundle en arrière-plan.

## Description

CL: ligne médiane,
HOL: hogline
TL: ligne de T
BL: ligne arrière
HA: ligne hack
FGZ: Free Guard Zone

### Surface de jeu

maison et ligne arrière

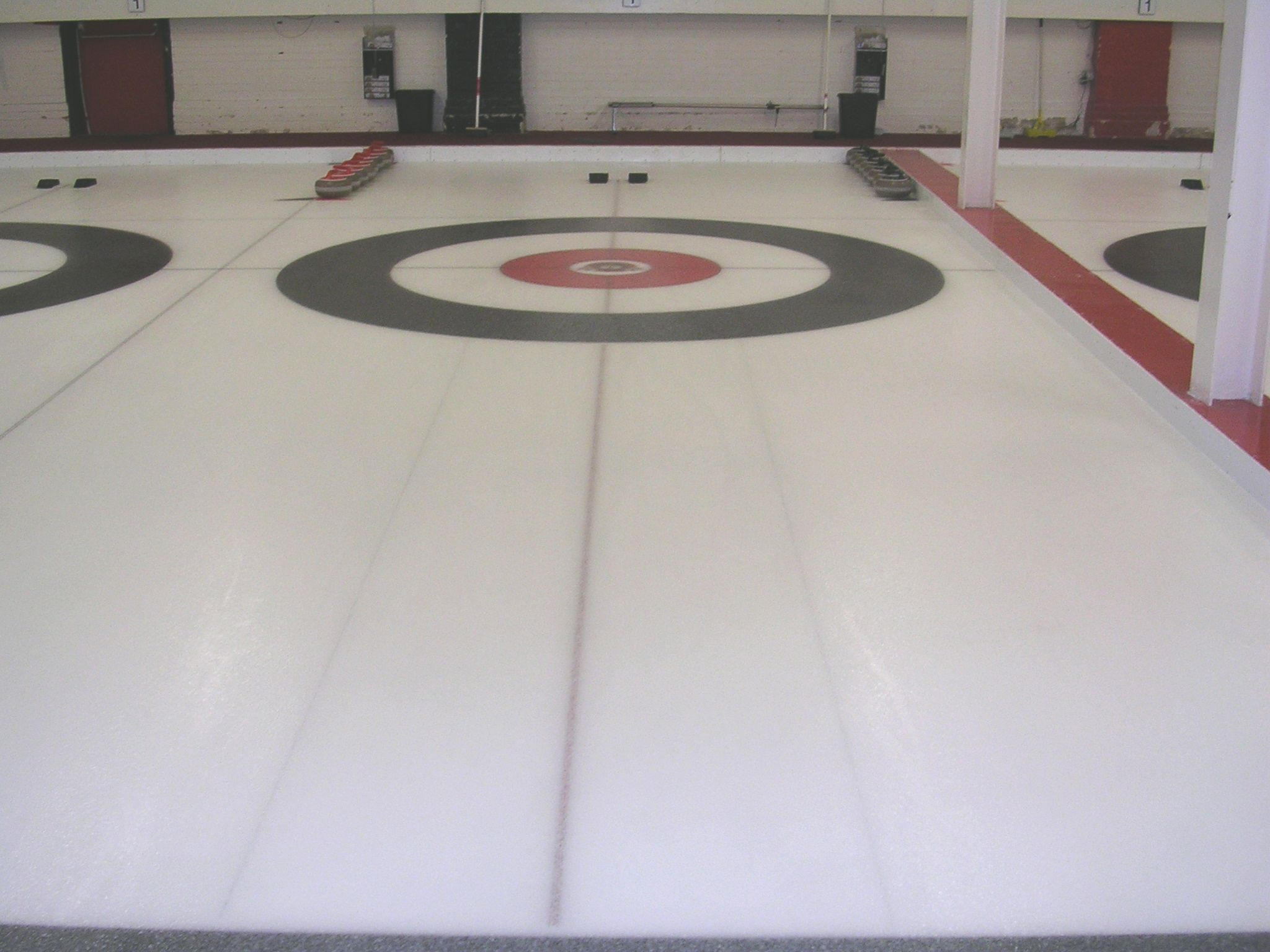
La surface de jeu du curling.

La piste de jeu du curling (appelée rink en anglais), est constituée d'une surface glacée de 42,07 m de longueur et d'une largeur allant de 4,3 m à 4,75 m, préparée avec grand soin pour être la plus plane possible pour permettre aux pierres de glisser avec le moins de frottement possible. Une des clés de la préparation de cette surface est d'arroser la glace avec de fines gouttelettes d'eau, ce qui donne un fini perlé à la glace. Les conditions de jeu ont tendance à évoluer pendant la durée de la partie.
La « maison » comporte une série de cercles concentriques de 3,66 m, 2,43 m, 1,22 m et 0,3 m de diamètre, qui sont peints à chaque extrémité. Le centre de la maison, marqué par la jonction de la ligne de « T » et de la ligne médiane, se situe à 3,66 m des appuie-pieds. Deux autres lignes complètent l'ensemble : la ligne arrière, située en travers de la piste et juxtaposée à l'extrémité extérieure de la "maison", et la ligne de jeu,, généralement plus large, celle-ci, toujours en travers de la piste, située à 10,06 m des appuie-pieds.

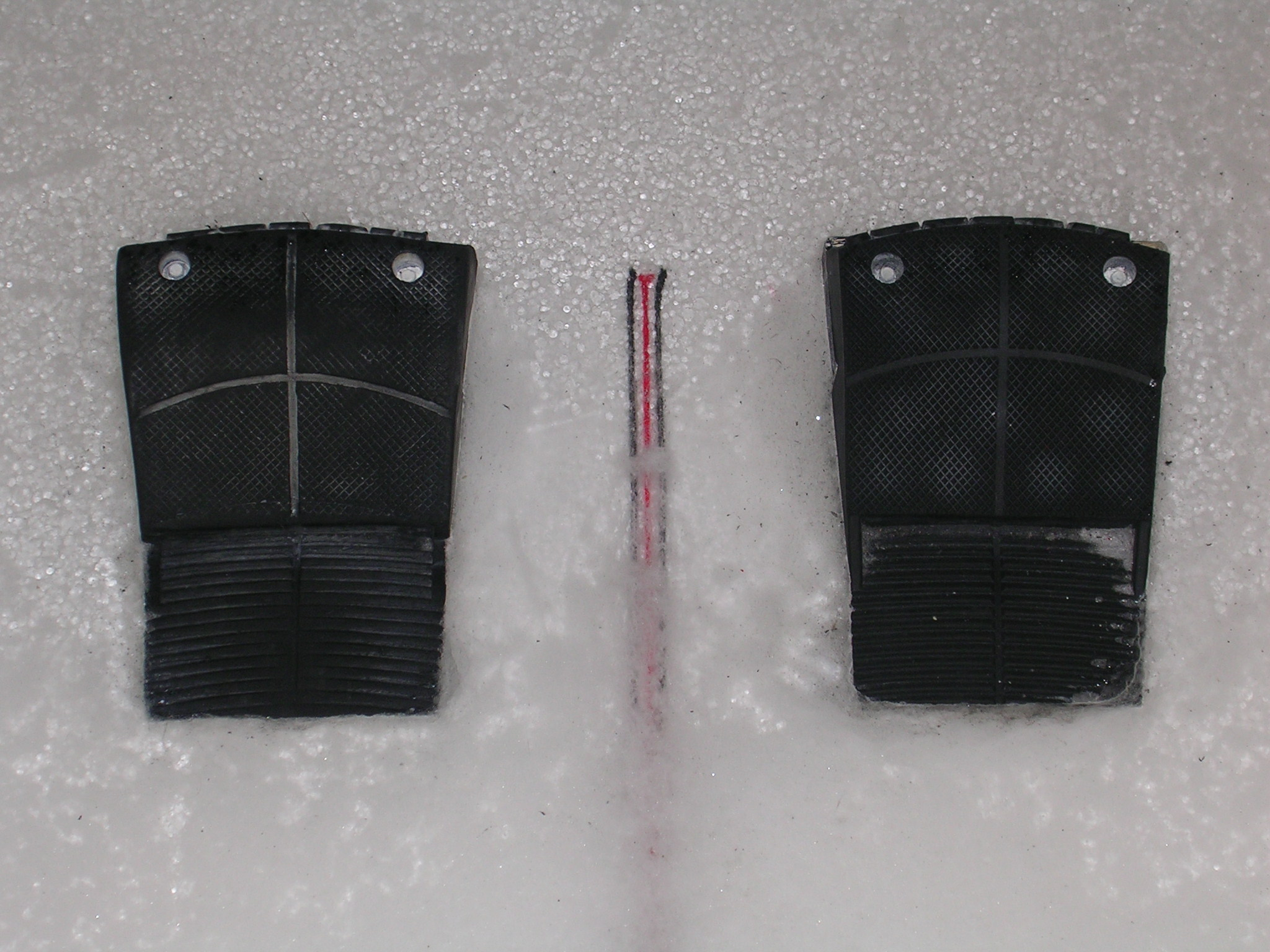
Les joueurs doivent partir du « hack » pour lancer leur pierre.

Des entailles ou des appuie-pieds, blocs de départ recouverts de caoutchouc ou de métal, sont fixés sur la glace et servent lors du lancer de la pierre de chaque côté aux extrémités.

### Pierre de curling

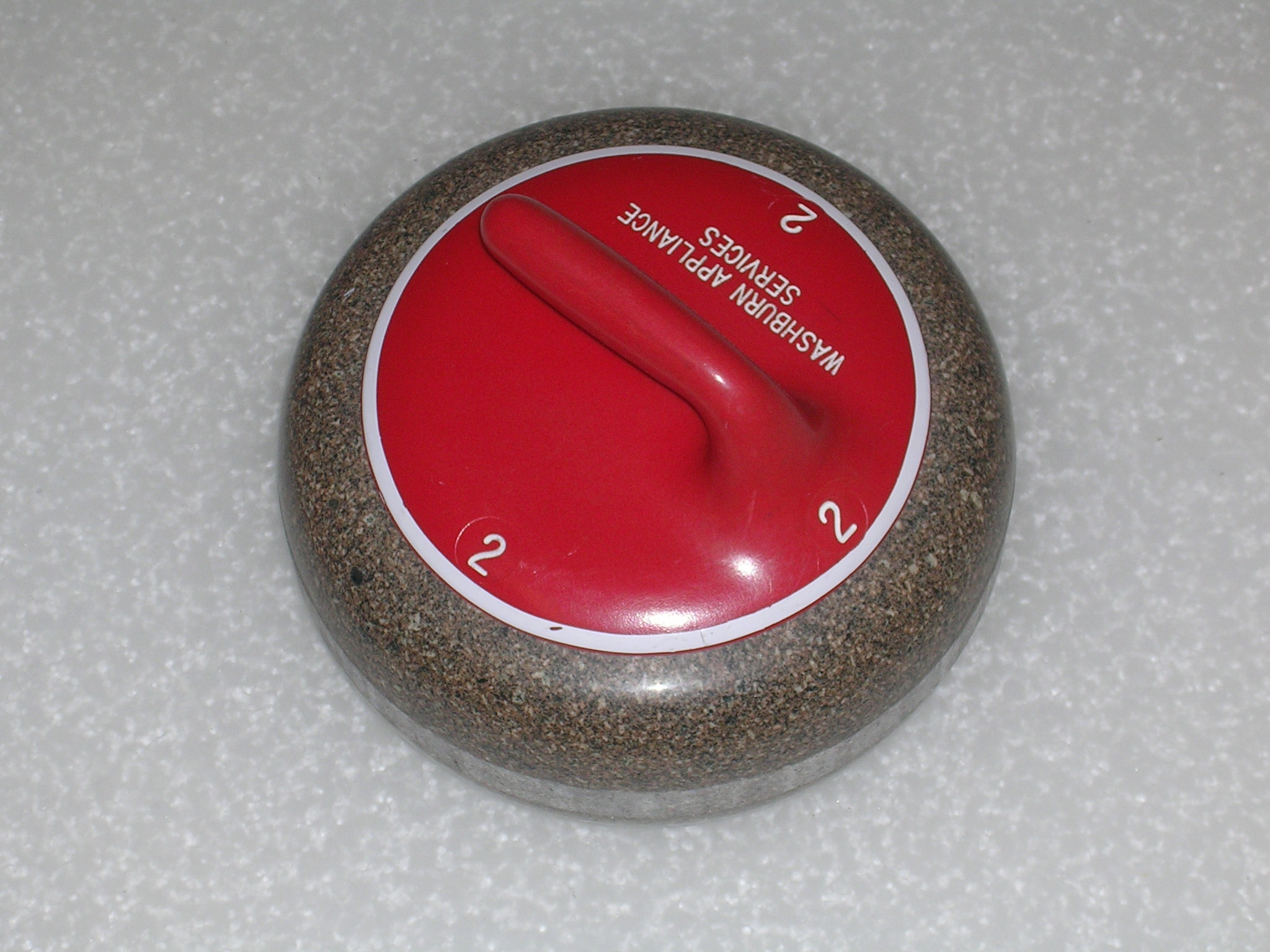
La « pierre » de curling, faite en granite.

La pierre de curling utilisée pour le jeu est de forme circulaire, d’un diamètre maximal de 30,48 cm d’une hauteur minimale de 11,43 cm et d’un poids compris entre 17,24 kg et 19,96 kg. Elle est équipée d'une poignée à son sommet qui permet de la faire pivoter avant d'être relâchée.
Une particularité des pierres est que leur base n'est pas plate mais concave et la surface de glisse de la pierre est de 6 à 12 mm moins large que la largeur de la pierre. Cette petite différence permet de donner un effet à la pierre qui aura tendance à suivre une trajectoire courbée (les spécialistes disent qu'elle curle, de l'anglais to curl, courber). Le degré de curl dépend de plusieurs facteurs pendant le jeu, notamment de la vélocité imprimée à la pierre lors de son lancement, de la préparation de la glace perlée, du réchauffement des petits pitons glacés par balayage lors de sa glisse vers la maison. Les raisons physiques de cette trajectoire sont complexes et demeuraient jusqu'à récemment incomprises (lubrification par un film liquide ou frottement solide). Deux scientifiques canadiens ont cependant développé un modèle mathématique expliquant assez fidèlement la trajectoire des pierres, selon un principe de pivot et glissement.
Les Écossais, en particulier, estiment que les pierres de curling de la meilleure qualité sont faites à partir d'une variété spéciale de granite, l'ailsite, que l'on trouve sur l'Ailsa Craig, une île escarpée située à 16 km de la côte d'Ayrshire, au sud-ouest de l'Écosse. Cet ailsite est un micro-granite contenant de la riébeckite. En 2004, on estimait que 60 à 70 % de toutes les pierres de curling étaient faites de granite provenant de cette île. Une autre des principales sources pour les pierres de curling est la carrière de granite de Trefor dans le Pays de Galles.

### Équipement

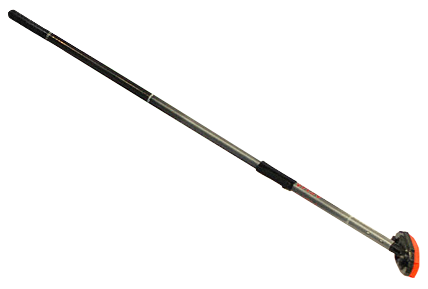
Balai de curling.

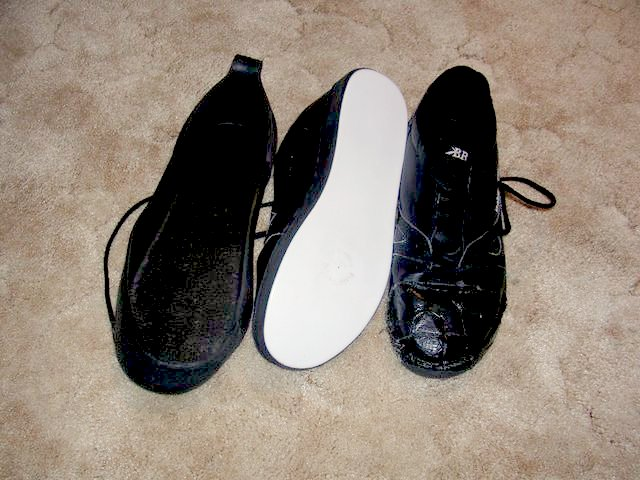
Chaussures de curling.

Lors du jeu, les joueurs doivent porter des chaussures spéciales. Une des plantes des chaussures a une bande mince en teflon ou en inox. C'est cette semelle qui permet de glisser. Les lanceurs gauchers ont cette chaussure spéciale sur leur pied droit, alors que les lanceurs droitiers l'ont sur leur pied gauche. L'autre pied a une couche mince de caoutchouc, pour adhérer sur la glace, ou tout du moins pour glisser le moins possible.
Un autre équipement est le balai de curling. Il est utilisé par les balayeurs pour balayer la surface de glace à l'avancée de la pierre. Le fait de balayer devant la pierre ralentit la décélération de la pierre, et renforce la trajectoire de celle-ci: par friction, la glace est ainsi chauffée et fond, ce qui rend ainsi la surface glissante. Le balai peut également servir pour nettoyer les débris de glace et est aussi utilisé par le skip pour montrer où il veut que la pierre aille. Le skip maintient alors le balai à l'opposé pour permettre aux joueurs accompagnant la pierre de voir où la pierre devrait aller. Enfin, le lanceur se sert du balai comme appui. Les balais peuvent être de plusieurs formes et tailles selon les préférences de chacun.

## Jeu

### Joueurs
Le curling est un jeu d'équipe, pratiqué entre deux équipes de 4 joueurs chacune. Les membres de l'équipe sont nommés selon l'ordre dans lequel ils lancent leurs pierres dans chaque « end » ou « bout ». Le « lead » ou no 1 de chaque équipe lance en premier, suivi du « second » ou no 2, du « third » ou no 3 et du « skip » ou no 4 qui est aussi généralement le capitaine de l'équipe. Cet ordonnancement n'a rien d'obligatoire, et certaines équipes ont d'autres usages. Pendant que les trois premiers lanceurs envoient leurs pierres, le skip se place à l'autre bord de la patinoire pour diriger les joueurs. Lorsque c'est au tour du skip de lancer, c'est le third qui joue ce rôle.
Il n'existe pas de grande spécificité féminine au curling : les épreuves sont soit disputées par des hommes, soit par des femmes et il en existe également des mixtes. Il n'y a pas de règles différentes entre les épreuves féminines, masculines ou mixtes.

### Technique de jeu
Un jeu consiste habituellement en huit ou dix manches, « ends » en anglais, et dure en moyenne deux heures. Lors de chaque manche, chaque joueur de chaque équipe a droit à deux pierres, les joueurs de chaque camp jouant alternativement. Lors du jet de la pierre, celle-ci doit être relâchée au milieu de la piste avant que la hogline (ligne de jeu) soit atteinte (habituellement, les joueurs glissent en même temps qu'ils relâchent la pierre) et doit dépasser la ligne de jeu opposée (il n'y a pas de faute si, à cause d'un rebond, elle franchit de nouveau cette dernière ligne, en arrière).
À chaque tir, deux joueurs équipés de balais frottent vigoureusement la glace à l'avancée de la pierre pour modifier sa trajectoire ou augmenter la distance parcourue par la pierre. Un joueur placé dans la maison, soit le skip, soit le troisième, indique aux balayeurs s'ils doivent ou non balayer. Le skip est chargé d'observer la trajectoire du lancer et de demander le balayage pour en modifier la courbe. Les balayeurs sont chargés de juger la vélocité de la pierre, de balayer pour assurer la bonne force du lancer et de communiquer cette information au capitaine. La communication entre les balayeurs et le skip est primordiale puisque la trajectoire de la pierre est influencée par la vélocité du lancer.

### Règle des cinq pierres (pierre en zone de garde protégée)

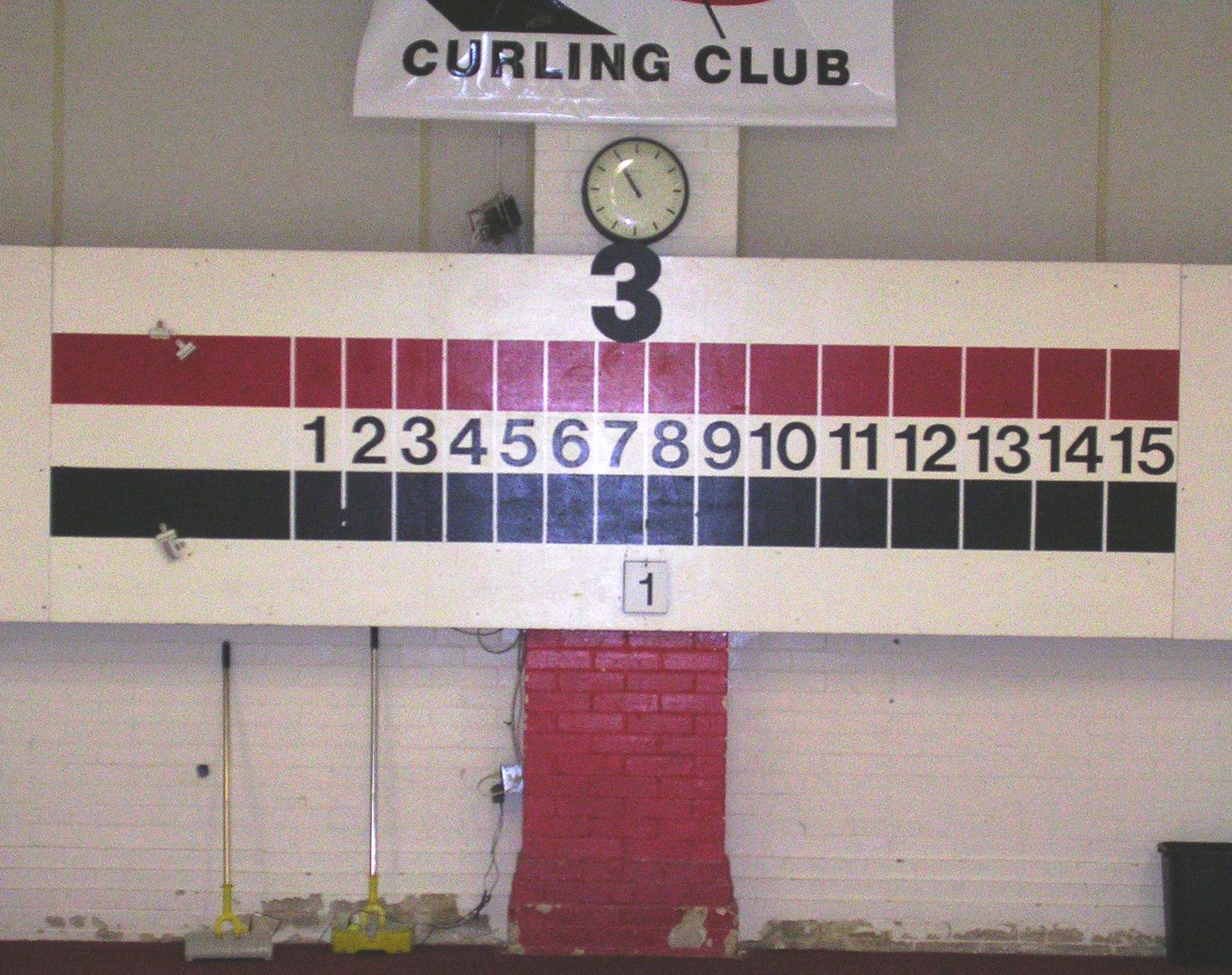
Affichage du score au curling.

Jusqu'à ce que les 5 premières pierres soient jouées, les pierres situées dans la zone de garde protégée (ZGP), c'est-à-dire l'aire de jeu entre la ligne de hog et de tee, mais non dans la maison, ne doivent pas être enlevées (elles peuvent être déplacées sans que celles-ci ne sortent du jeu) par les pierres de l'équipe adverse. Si l'une d'entre elles est enlevée, le jeu doit être replacé comme il l'était avant le lancer fautif.

### Pointage
Lorsque les deux équipes ont lancé 8 pierres chacune, l'équipe qui a la pierre le plus près du centre gagne un point pour chaque pierre qui est plus proche que la pierre la plus proche de l'équipe adverse. Seules les pierres situées à l'intérieur de la maison peuvent donner un point. Une pierre est considérée dans la maison si elle est à l'intérieur du cercle extérieur de 12 pieds de diamètre (3,66 m) ou si une portion de son contour est à l'intérieur du cercle.
Le gagnant est l'équipe qui a marqué le plus grand nombre de points après un nombre pair de bouts, couramment 8 en compétition de haut niveau. En cas d'égalité au pointage à la fin des bouts prévus, il peut être convenu de jouer un ou plusieurs bouts supplémentaires pour départager les équipes. Ce sont les troisièmes (contre skip) de chaque équipe qui décident du pointage. Si les deux ne parviennent pas à s'entendre, c'est un arbitre qui vient départager.

### Dernière pierre
«Avoir le marteau» signifie avoir la dernière pierre d'une manche. L'équipe qui a la dernière pierre lors de la première manche est choisie au hasard par un tirage au sort, généralement un tir à pile ou face, ou par un tir de précision. À chaque manche gagnante, le marteau est attribué au perdant de la manche précédente. Dans le cas où aucune équipe n'a gagné aucun bout, le tour revient à nouveau à la même équipe que lors de cette partie sans score. Il est plus simple de gagner lorsque l'équipe a le marteau. Lors des tournois, l'équipe détentrice du marteau essaye parfois de jouer pour deux points ou plus. Si seulement un point semble possible, le skip va alors tenter d'annuler le jeu en cours en ne faisant pas de point pour avoir le droit d'avoir à nouveau le dernier lancer sur la manche suivante; lorsque cela arrive on appelle cela un jeu blanc. Gagner un point ou plus dans une manche sans le marteau se nomme un « vol ».

### Discussion des résultats
L'arbitre n'intervient qu'à la demande des skips lors d'une divergence dans l'interprétation d'une règle ou pour déterminer, en mesurant, la position des pierres.

## Compétitions
Le curling est régi par la Fédération mondiale de curling.
Les nations les plus en vue sont le Canada, l’Écosse, la Suisse, la Norvège et la Suède, qui se partagent les palmarès des championnats du monde :

### Jeux olympiques

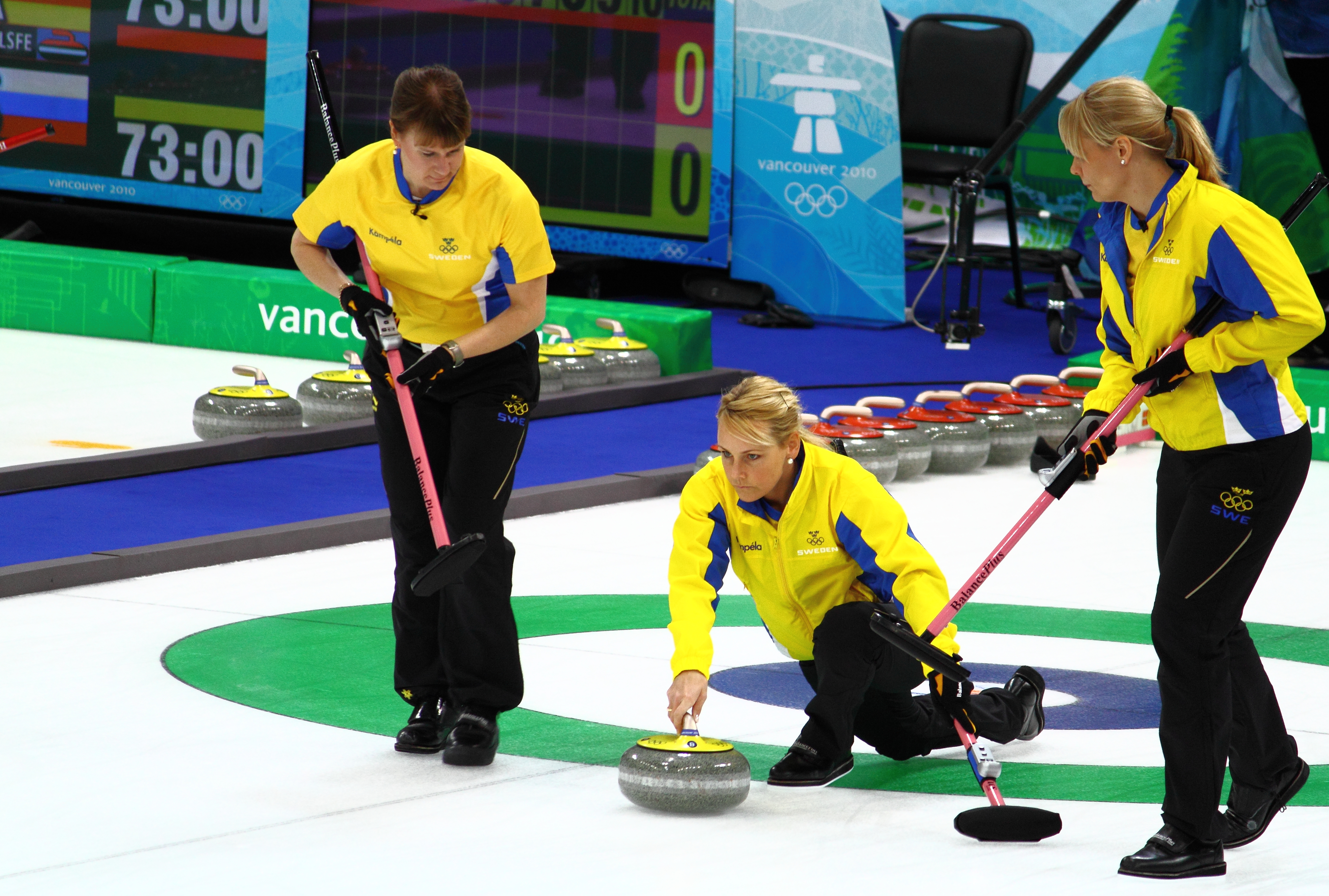
L'équipe suédoise qui remporta cette compétition aux Jeux olympiques d'hiver de 2010, à Vancouver.

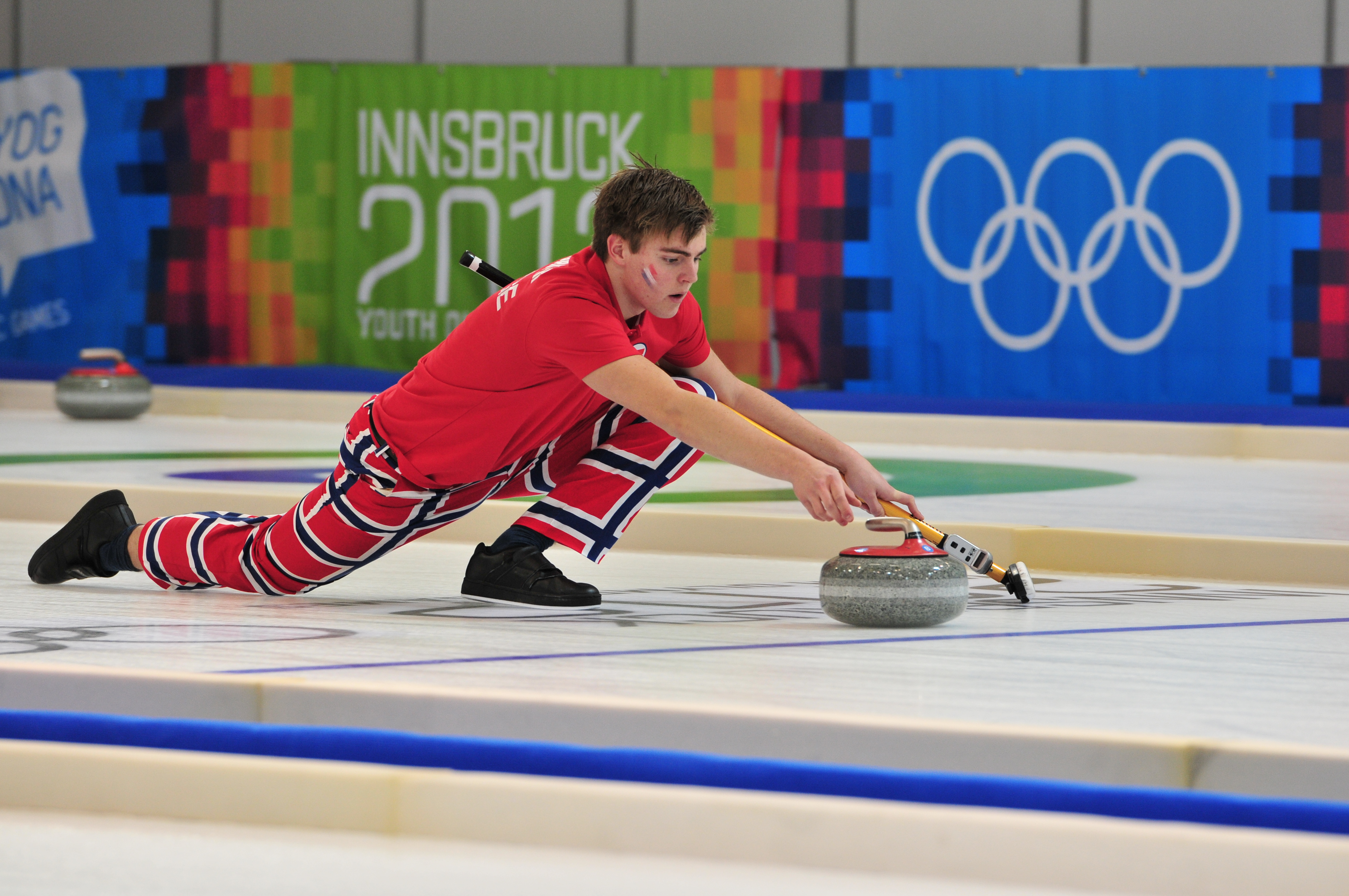
Olympiades Juniors 2012 à Innsbruck.

Le curling masculin fait sa première apparition aux Jeux olympiques d'hiver dès leur première édition, les Jeux de 1924 à Chamonix. Il est présent dans les jeux olympiques jusqu'aux Jeux olympiques d'hiver de 1932 à Lake Placid, où il apparaissait à titre de démonstration.
Le curling revient au programme des Jeux olympiques lors des Jeux de 1988 à Calgary en tant que sport de démonstration, tant chez les hommes que chez les femmes. C'est de nouveau le cas lors de l'édition en 1992 avant d'être absent lors des Jeux de 1994 à Lillehammer.
Lors des Jeux de 1998 à Nagano, le curling redevient sport olympique, la Suisse remportant le titre chez les hommes devant la Norvège et les États-Unis, le Canada remportant le premier titre olympique chez les femmes, devant le Danemark et la Suède. L'édition suivante en 2002 à Salt Lake City voit la Norvège s'imposer chez les hommes, la Grande-Bretagne remportant le titre féminin.

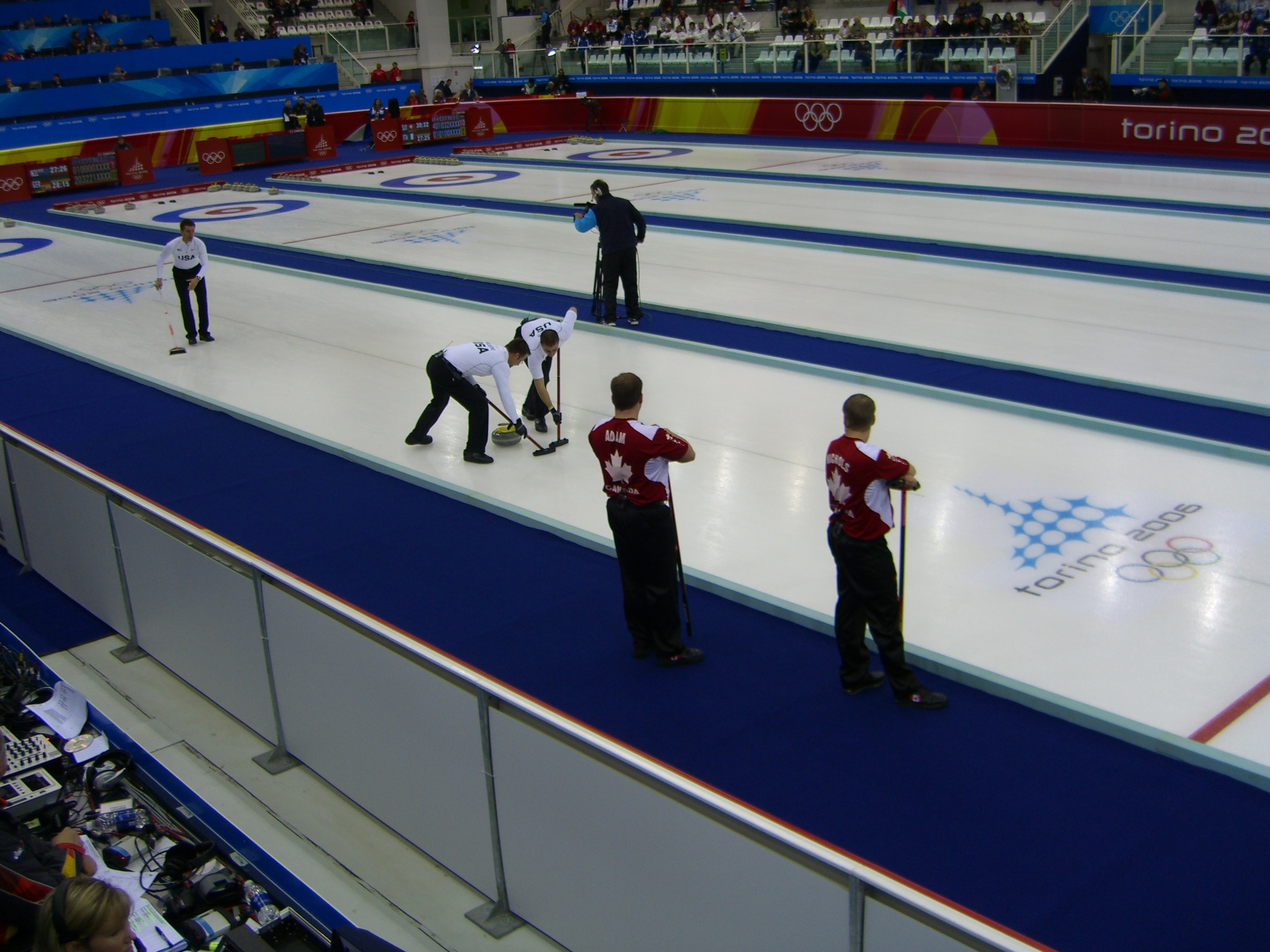
Match Canada/États-Unis aux JO de Turin, en 2006.

En 2006 à Turin, le Canada s'impose chez les hommes, la Suède remportant le titre féminin. Ces deux nations se succèdent à elles-mêmes lors des Jeux de 2010 à Vancouver. En 2014 à Sotchi, le Canada remporte un troisième titre consécutif, l'équipe féminine canadienne privant la Suède d'un troisième titre en finale.
L'édition 2018 voit les États-Unis s'imposer chez les hommes, la Suède renouant avec le titre olympique chez les femmes. Le double mixte figure pour la première fois au programme olympique lors de cette édition, le Canada s'imposant devant la Suisse et la Norvège.
Après cette édition, le Canada est la nation la plus titrée chez les hommes avec trois médailles d'or, devant la Grande-Bretagne, la Suisse, la Norvège et les États-Unis. La Suède compte déjà trois titres chez les femmes, devant le Canada (deux titres) et la Grande-Bretagne (un titre).
| Édition            | Genre        | Or              | Argent           | Bronze          |
| ------------------ | ------------ | --------------- | ---------------- | --------------- |
| 1924               | Hommes       | Grande-Bretagne | Suède I Suède II | France          |
| 1988 Démonstration | Hommes       | Norvège         | Suisse           | Canada          |
| 1988 Démonstration | Femmes       | Canada          | Suède            | Norvège         |
| 1992 Démonstration | Hommes       | Suisse          | Norvège          | États-Unis      |
| 1992 Démonstration | Femmes       | Allemagne       | Norvège          | Canada          |
| 1998               | Hommes       | Suisse          | Canada           | Norvège         |
| 1998               | Femmes       | Canada          | Danemark         | Suède           |
| 2002               | Hommes       | Norvège         | Canada           | Suisse          |
| 2002               | Femmes       | Grande-Bretagne | Suisse           | Canada          |
| 2006               | Hommes       | Canada          | Finlande         | États-Unis      |
| 2006               | Femmes       | Suède           | Suisse           | Canada          |
| 2010               | Hommes       | Canada          | Norvège          | Suisse          |
| 2010               | Femmes       | Suède           | Canada           | Chine           |
| 2014               | Hommes       | Canada          | Grande-Bretagne  | Suède           |
| 2014               | Femmes       | Canada          | Suède            | Grande-Bretagne |
| 2018               | Hommes       | États-Unis      | Suède            | Suisse          |
| 2018               | Femmes       | Suède           | Corée du Sud     | Japon           |
| 2018               | Double mixte | Canada          | Suisse           | Norvège         |
| 2022               | Hommes       | Suède           | Grande-Bretagne  | Canada          |
| 2022               | Femmes       | Grande-Bretagne | Japon            | Suède           |
| 2022               | Double mixte | Italie          | Norvège          | Suède           |

### Championnat du monde
Ils sont créés en 1959 sous le nom de Coupe d'Écosse (les trois premières éditions furent disputées uniquement entre l'Écosse et le Canada, les deux pays traditionnels du curling). Ces championnats du monde se déroulent tous les ans.
En 1979, apparaissent les championnats du monde de curling féminin. Les curleuses disputent annuellement un championnat du monde de curling féminin en un lieu et à une date parfois identiques et parfois distincts de ceux du championnat du monde masculin, également annuel.
Les Championnats du monde de curling junior sont un tournoi annuel de curling mettant en vedette les meilleurs curleurs du monde âgés de 21 ans ou moins. Les compétitions pour les hommes et les femmes ont lieu au même endroit. Le tournoi masculin a lieu depuis 1975 et le tournoi féminin depuis 1988. Depuis que le curling est devenu un sport olympique en 1998, le Championnat du monde junior de curling de l'année précédant les Jeux olympiques a lieu sur le site du tournoi de curling pour les prochains Jeux.
Les Championnats du monde de curling senior sont un tournoi annuel de curling mettant en vedette des curleurs du monde entier âgés d'au moins 50 ans. Les matchs des Championnats du monde seniors se jouent en 8 manches disputées au lieu des 10 jouées dans la plupart des épreuves internationales. Le tournoi a commencé en 2002 avec seulement 7 équipes masculines et 4 équipes féminines mais s'est depuis élargi.
Les Championnats du monde de curling double mixte, apparus en 2008, est une variante du sport du curling avec seulement deux joueurs dans chaque équipe, où le terme « mixte » spécifie que chaque équipe est composée d'un homme et d'une femme.
En 2015, se déroulent les premiers Championnats du monde de curling mixte où chaque équipe est composée de deux hommes et de deux femmes.

### Autres compétitions internationales
- Championnats d'Europe de curling
  - Créés en 2004, ils se déroulent tous les ans.

### Compétitions nationales
- Championnats de France de curling
- Championnats de Suisse de curling

Niklas Edin lors du Arctic Curling Cup 2018.

- Championnat masculin de Canada de curling (appelé aussi Le Brier)
- Championnat féminin de Canada de curling (appelé aussi Tournoi des Cœurs Scotties)

## Personnalités du curling
- Jamie Sinclair
- Pierre Boan
- André Mabboux
- André Tronc
- Gérard Pasquier
- Georges André
- Armand Isaac-Bénédic
- Fernand Cournollet
- Pierre Canivet
- Robert Planque
- Henri Aldebert